# Iʿtikāf
Iʿtikāf (arabisch اعتكاف ‚Absonderung‘) ist eine fromme Übung im Islam, bei der sich die betreffenden Menschen aufgrund eines Gelübdes für mehrere Tage und/oder Nächte zum Gebet, zur Andacht und zur Rezitation des Korans in die Moschee zurückziehen, fasten und sexuelle Enthaltsamkeit üben. Üblicherweise findet die Übung während der letzten zehn Nächte des Ramadan statt und dient in diesem Fall auch dazu, des besonderen Segens der Lailat al-Qadr teilhaftig zu werden, die in eine der ungeraden Nächte der letzten Ramadantage fallen soll. Das Iʿtikāf-Gelübde kann auch Schweigen einschließen, allerdings ist dies nur für die Nächte erlaubt.
Auf die Iʿtikāf-Übung wird auch in Sure 2:187 Bezug genommen, wo die Gläubigen aufgefordert werden, in den Nächten des Ramadans, während derer sie in den Moscheen verweilen, ihre Frauen nicht zu berühren.
Der altarabische Vorläufer des Iʿtikāf ist der ʿukūf, das „Verweilen“ bei einem Heiligtum, das ebenfalls Fasten, sexuelle Abstinenz sowie die Rezitation von Gebeten einschloss.

## Belege
1. ↑  Vgl. dazu Yaḥyā ibn Muḥammad Ibn Hubayra: al-Ifṣāḥ ʿan maʿānī ṣ-ṣiḥāḥ. Ed. Abū-ʿAbdallāh Muḥammad Ḥasan Muḥammad Ḥasan Ismāʿīl aš-Šāfiʿī. 2 Bde. Beirut: Dār al-Kutub al-ʿilmiyya 1417/1996. Bd. I, S. 224.